# آلفرد الیور پلارد
آلفرد الیور پلارد (انگلیسی: Alfred Oliver Pollard؛ ۴ مه ۱۸۹۳ – ۵ دسامبر ۱۹۶۰ (aged 67)) یک فرد نظامی و نویسنده داستان‌های جنائی اهل بریتانیا بود.